# Đuro Đapić Đuketa
Đuro Đapić - Đureta (Bitelić, 10. listopada 1920. – blizina manastira Pive, lipanj 1943.) bio je sudionik Narodnooslobodilačke borbe i narodni heroj.

## Životopis
Rođen je 10. listopada 1920. u podinarskom selu Biteliću, u siromašnoj seljačkoj obitelji. U selu nije bilo osnovne škole, a zbog siromaštva otac ga nije mogao dati da pohađa školu u susjednom selu već mu je, kao najstarijem djetetu, povjerio poslove obrade zemlje i čuvanja stoke. Sa svojim vršnjacima i rođacima učio je pisati, a na prelima u dugim zimama slušao je Đuro junačke narodne pjesme, pogotovo one iz prošlosti junačke Cetinske krajine. Već u sedamnaestoj godini druguje s komunistima Bitelića, jednog od revolucionarnih žarišta sinjskog područja. Godine 1939. sekretar je omladinske grupe svoga sela. Stupivši u organizirani revolucionarni pokret, osjetio je potrebu za učenjem, pa je, u proljeće 1939. godine, s vrlo dobrim uspjehom, privatno u Sinju, položio četiri razreda osnovne Škole. Neposredno pred napad fašističkih sila na Jugoslaviju, Đuro je širio utjecaj KPJ među mladeži Bitelića.
Posle kapitulacije stare Jugoslavije, organizirao je, i sam učestvovao u skupljanju oružja i municije i radio na pripremanju ustanka u svom kraju. Sredinom 1941. primljen je u KPJ.  9. VIII 1941. stupio je u Sinjski NOP odred sa svojim drugovima. Učestvovao u napadu na ustaše i kidanju linija na cesti Sinj—Prolog kod Čilaša, i s odredom prešao u Kamešnicu. Zbog stradanja Splitskog NOP odreda kod Košuta, partijsko rukovodstvo Dalmacije je donijelo odluku da se nekompromitirani partizani privremeno povrate u svoja sela. Đuro je ostao u grupi partizana na Dinari, neumorno radeći na jačanju partijskih organizacija i na širenju bratstva i jedinstva hrvatskog i srpskog naroda ovoga kraja. Poseban je njegov doprinos u uspostavljanju i stalnom funkcioniranju veza Sinja s Bitelićem i Vrdovom zbog prihvaćanja novih boraca, naročito onih s primorja.
Posle uspješno izvedenih zadataka u selima Podinarja, Đapić je, odlukom Kotarskog komiteta KPM za Sinj, sredinom prosinca 1941, postavljen za politkomesara Dinarske partizanske grupe (koja se zvala i Dinarski NOP odred). S njome se istakao u napadu na talijansku kolonu, 3. siječnja 1942. na Čilašu, zatim u odbijanju napada jakih talijanskih snaga na slobodnu teritoriju Dinare, travnja 1942, i u drugim borbama koje je vodio Srednjodalmatinski NOP odred.
Šestog rujna 1942, formiranjem 1. dalmatinske NOU brigade, Đuro je ušao u sastav njenog 1. bataljona i postavljen za vodnika 1. čete. S ovom proslavljenom dalmatinskom jedinicom učestvovao je u svim borbama, a istakao se posebno kao bombaš u napadu na Jajce, 26. studenog 1942, i u borbama za Prozor, sredinom veljače 1943, u vrijeme IV neprijateljske ofanzive. U prvom napadu je medu prvima, sa svojom jurišnom grupom, pokidao neprijateljsku žičanu ogradu i probio se u grad.
Krajem svibnja 1943. u borbama kod manastira Pive je teško ranjen u nogu, i nepokretan prebačen u Centralnu bolnicu, koja se kretala s 3. divizijom NOVJ-a. Nekoliko dana kasnije, između 10. i 12. lipnja 1943, među mnogim ranjenicima NOVJ-a njemački fašisti su ubili i teško ranjenog i nepokretnog Đuru Đapića Đuketu.
Njegovim primjerom pošla je cijela njegova porodica: oca su mu talijanski fašisti uhvatili u selu Hrvace, u proljeće 1942, gdje je išao po partijskom zadatku i otjerali u koncentracioni logor; majka Boja mu je poginula u provođenju jednog od mnogih karavana po Dinari, u zimu 1943; sestra Milica, borac 3. dalmatinske NOU brigade, poginula je u jurišu.narodnim herojem proglašen je 20. prosinca 1951. godine.

## Vanjske poveznice
- Biografija Đapić na portalu Narodni heroji Jugoslavije